# Dena (Nganha)
Pour les articles homonymes, voir Dena.
Dena (ou Dena Moussa) est un village de la commune de Nganha située dans la Région de l'Adamaoua et le département de la Vina au Cameroun.

## Population
En 1967, Dena comptait 57 habitants, principalement des Dourou. Cependant, lors du recensement de 2005, on y a dénombré 600 habitants dont 289 de sexe masculin et 311 de sexe féminin, tandis que les diagnostics du Plan communal de développement (PCD) de la commune de Nganha, réalisé en 2013, ont permis de recenser 939 personnes dont 463 de sexe masculin et 476 de sexe féminin.

## Localisation
Dena se situe au centre de la commune de Nganha près du cours d'eau Bini.

## Climat
Nganha bénéficie d'un climat tropical avec une température moyenne de 23,62 °C. Le mois de mars est le plus chaud de l'année avec une température moyenne de 24,6 °C tandis que janvier est le mois le plus froid avec une température moyenne de 21,5 °C. Cependant, cette température peut diminuer jusqu'à atteindre 12,8 °C en décembre, comme elle peut s'élever à 31,5 °C en février.
Concernant les précipitations, on note une variation de 291 mm tout au long de l'année entre 221 mm en août et 0 mm en décembre.

## Projets sociaux et économiques
Le Plan communal de développement de 2013 a mis en place plusieurs projets pour améliorer les conditions de vie des habitants. Ces projets visent le développement au niveau de l'infrastructure, l'agriculture, l'industrie animale, l'éducation, la santé publique et d'autres secteurs. Ces projets impliquaient tous les villages de la commune de Nganha, et notamment Dena.

### Projets sociaux
Il y avait cinq projets prioritaires, dont le coût estimatif total de 28 500 000 Francs CFA. On a programmé la construction d'un bloc de 2 salles de classe et d'un bloc de latrines à l'EP de Dena. On a aussi pensé à construire un forage, sensibiliser les gens sur l’intérêt des mariages légalisés et étudier la faisabilité en vue de la formation des agriculteurs et éleveurs en montage de projets.

### Projets économiques
Le PCD de la commune de Nganha a mis en place trois projets. Le premier concernait la construction d’un magasin de stockage communal (ce qui devrait coûter 25 500 000 Francs CFA), le deuxième proposait l'étude de faisabilité en vue de la construction d'une barrière de pluie, dont le coût estimatif total de 500 000 Francs CFA, et le troisième (5 000 000 Francs CFA), impliquait l'étude de faisabilité en vue de l'aménagement des pistes rurales de Dena.